# Cephalodella mucronata
Cephalodella mucronata är en hjuldjursart som beskrevs av Myers 1924. Cephalodella mucronata ingår i släktet Cephalodella och familjen Notommatidae. Arten är reproducerande i Sverige. Inga underarter finns listade i Catalogue of Life.